# Солсбері (Коннектикут)
Солсбері (англ. Salisbury) — місто (англ. town) в США, в окрузі Лічфілд штату Коннектикут. Населення — 4194 особи (2020).

## Демографія
Згідно з переписом 2010 року, у місті мешкала 3741 особа в 1693 домогосподарствах у складі 985 родин. Було 2593 помешкання
Расовий склад населення:
| - 95,1 % — білих - 1,4 % — чорних або афроамериканців - 1,1 % — азіатів - 0,2 % — корінних американців |

До двох чи більше рас належало 1,7 %. Частка іспаномовних становила 2,9 % від усіх жителів.
За віковим діапазоном населення розподілялося таким чином: 16,5 % — особи молодші 18 років, 56,4 % — особи у віці 18—64 років, 27,1 % — особи у віці 65 років та старші. Медіана віку мешканця становила 52,7 року. На 100 осіб жіночої статі у місті припадало 90,1 чоловіків;  на 100 жінок у віці від 18 років та старших — 88,7 чоловіків також старших 18 років.
Середній дохід на одне домашнє господарство  становив 133 635 доларів США (медіана — 83 217), а середній дохід на одну сім'ю — 174 321 долар (медіана — 116 944). Медіана доходів становила 64 004 долари для чоловіків та 34 781 долар для жінок. За межею бідності перебувало 5,3 % осіб, у тому числі 2,9 % дітей у віці до 18 років та 3,1 % осіб у віці 65 років та старших.
Цивільне працевлаштоване населення становило 1920 осіб. Основні галузі зайнятості: освіта, охорона здоров'я та соціальна допомога — 29,7 %, науковці, спеціалісти, менеджери — 13,9 %, фінанси, страхування та нерухомість — 11,7 %, мистецтво, розваги та відпочинок — 9,8 %.